# Vince Colletta
Pour les articles homonymes, voir Colletta.
Vince Colletta né le 15 octobre 1923 à Casteldaccia en Italie et mort le 3 juin 1991, est un dessinateur américain de comics. Il est surtout connu comme encreur.

## Biographie
Vince Colletta naît le 15 octobre 1923 à Casteldaccia en Italie. En 1952, il travaille comme dessinateur aux États-Unis surtout sur des comics de romance. Dans les années 1960, il se concentre sur le métier d'encreur. Il travaille sur les aventures de Thor dessinées par Jack Kirby pour Marvel Comics. Lorsque Kirby part pour DC Comics, Vince Colletta le suit et encre les quatre séries du Quatrième monde :  Superman's Pal Jimmy Olsen, Forever People, Mister Miracle et New Gods. Il reste ensuite chez DC et encre de nombreux titres aussi divers que Superman ou Super-Friends. Entre 1973 et 1980 il est l'encreur de la série Wonder Woman. De 1976 à 1979, il est aussi directeur artistique chez DC. Dans les années 1980, son travail se retrouve chez plusieurs éditeurs : Marvel, DC et Skywald. Il meurt le 3 juin 1991.

## Critiques
Le travail de Vince Colletta a été l'objet de vives critiques car pour gagner du temps il supprimait des personnages, des éléments du décors et son trait avait tendance à affaiblir le travail du dessinateur. En revanche, Colletta s'assurait de ne jamais être en retard pour livrer les planches à l'éditeur[réf. nécessaire].